# Castellammare del Golfo
Castellammare del Golfo (Casteddammari en sicilien) est une commune de la province de Trapani en Sicile (Italie).

## Géographie
Castellammare est une commune littorale qui s'étend sur le versant nord du Mont Inici, point culminant à 1064 mètres, et qui donne son nom au golfe homonyme, entre le Capo Rama et Capo San Vito.
Le fiume San Bartolomeo marque la limite naturelle avec Alcamo.
L'une des entrées de la Réserve naturelle du Zingaro se situe sur son territoire.

## Histoire

### Origines
Castellammare del Golfo a été fondé par les Élymes pour servir de port à la cité antique de Ségeste. Cependant, les découvertes de céramiques dans les grottes du mont Inici prouvent une occupation humaine au Néolithique ou au début de l'âge du cuivre.
Les Arabes s'y établissent au IXe siècle et construisent sur un éperon rocheux surplombant la mer, un premier château, agrandi par les Normands deux siècles plus tard.
Soutenant le parti angevin contre les Aragonais, le port se voit interdire toute activité par les Espagnols. Une fois les sanctions levées, Castellammare devient l'un des principaux ports siciliens de stockage et d'exportation de blé (caricatore). La ville est fortifiée à partir de 1521, et change de nombreuses fois de seigneurs.

### Depuis l'unification italienne
Les Castellammarais aident les Chemises rouges de Giuseppe Garibaldi lors de la bataille de Calatafimi en mai 1860. Après la chute de Palerme, 3 navires américains débarquent à Castellammare le 17 juin, avec 3500 volontaires, 8000 fusils et 400000 cartouches pour soutenir les troupes garibaldiennes. Mais le 1er janvier 1862, un soulèvement hétéroclite contre l'annexion de l'île au royaume de Sardaigne éclate, regroupant républicains, partisans des Bourbons de Naples, anarchistes et bandits, menés peut-être par Francesco Mistretta Domina et Andrea De Blasi.
Durant le XXe siècle, Castellammare vit au rythme de l'essor de la mafia sicilienne et américaine, en particulier de la famille des « Castellammarese » : Salvatore Maranzano (1886-1931), Capo di tutti capi, son successeur Giuseppe Bonanno (1905-2002), Vito Bonventre (1875-1930), cousin de ce dernier, John Tartamella (1892-1966) ; ou encore Stefano Magaddino (1891-1974) de la famille de Buffalo et les parents de Carmine Galante. La lutte meurtrière à la fin des années 1920 entre la famille des Castellammarais de Brooklyn et la famille Masseria a pris le nom de Guerre des Castellammarese. Plus tard, Diego Plaia et Antonio Buccellato (dont a épousé la fille du mafieux d'Alcamo Vincenzo Rimi) confirment le rôle important que les natifs de Castellammare ont dans la Cosa Nostra.
Lorsque la mafia américano-sicilienne met la main sur le trafic mondial de drogue, après la Seconde Guerre mondiale, le golfe de Castellammare, entre Scopello et la Punta della Craperia Grande, est l'un des lieux privilégiés de débarque des stupéfiants depuis le Moyen-Orient avant d'être envoyé en Europe dans des cargaisons d'oranges ou de dragées.
Le repenti Antonino Giuffrè juge cette ville comme une place importante pour le trafic de drogue et d'armes, un lieu de rencontre des familles mafieuses, mais aussi pour la franc-maçonnerie. Plusieurs faits divers rappellent cette forte présence mafieuse : en 1950, lors du procès du massacre de Portella della Ginestra le mafieux Gaspare Pisciotta accuse le député et ministre Bernardo Mattarella de collusion avec la mafia, propos rejetés par le tribunal ; en 1984, le procureur adjoint de Trapani, Antonio Costa est arrêté pour avoir accepté de l'argent de la mafia ; en 1985, le parrain castellammarais Gioacchino Calabrò est accusé du massacre de Pizzolungo (it) ; en 2005, le conseil municipal est dissout pour cause de collusion avec la mafia.

## Administration
| Période                                  | Période      | Identité                                           | Étiquette       | Qualité                   |
| ---------------------------------------- | ------------ | -------------------------------------------------- | --------------- | ------------------------- |
| 1983                                     | 1984         | Benedetto Maltese                                  |                 | maire                     |
| 1985                                     | 1986         | Benedetto Maltese                                  |                 | maire                     |
| 11 juin 2002                             | 27 mars 2006 | Giuseppe Ancona                                    | Forza Italia    |                           |
| 7 août 2007                              | 16 juin 2008 | Maria Cacciolla, Adriana Cogode, Antonella De Miro |                 | Commissione Straordinaria |
| 16 juin 2008                             | 11 juin 2013 | Marzio Bresciani                                   | centre-droit    |                           |
| 11 juin 2013                             | 10 juin 2018 | Nicolò Coppola                                     | Liste citoyenne |                           |
| 10 juin 2018                             | En cours     | Nicola Rizzo                                       | Liste citoyenne |                           |
| Les données manquantes sont à compléter. |              |                                                    |                 |                           |

### Hameaux
Balata di Baida, Scopello

### Communes limitrophes
Alcamo, Buseto Palizzolo, Calatafimi-Segesta, Custonaci, San Vito Lo Capo

## Démographie
Habitants recensés

### Environnement

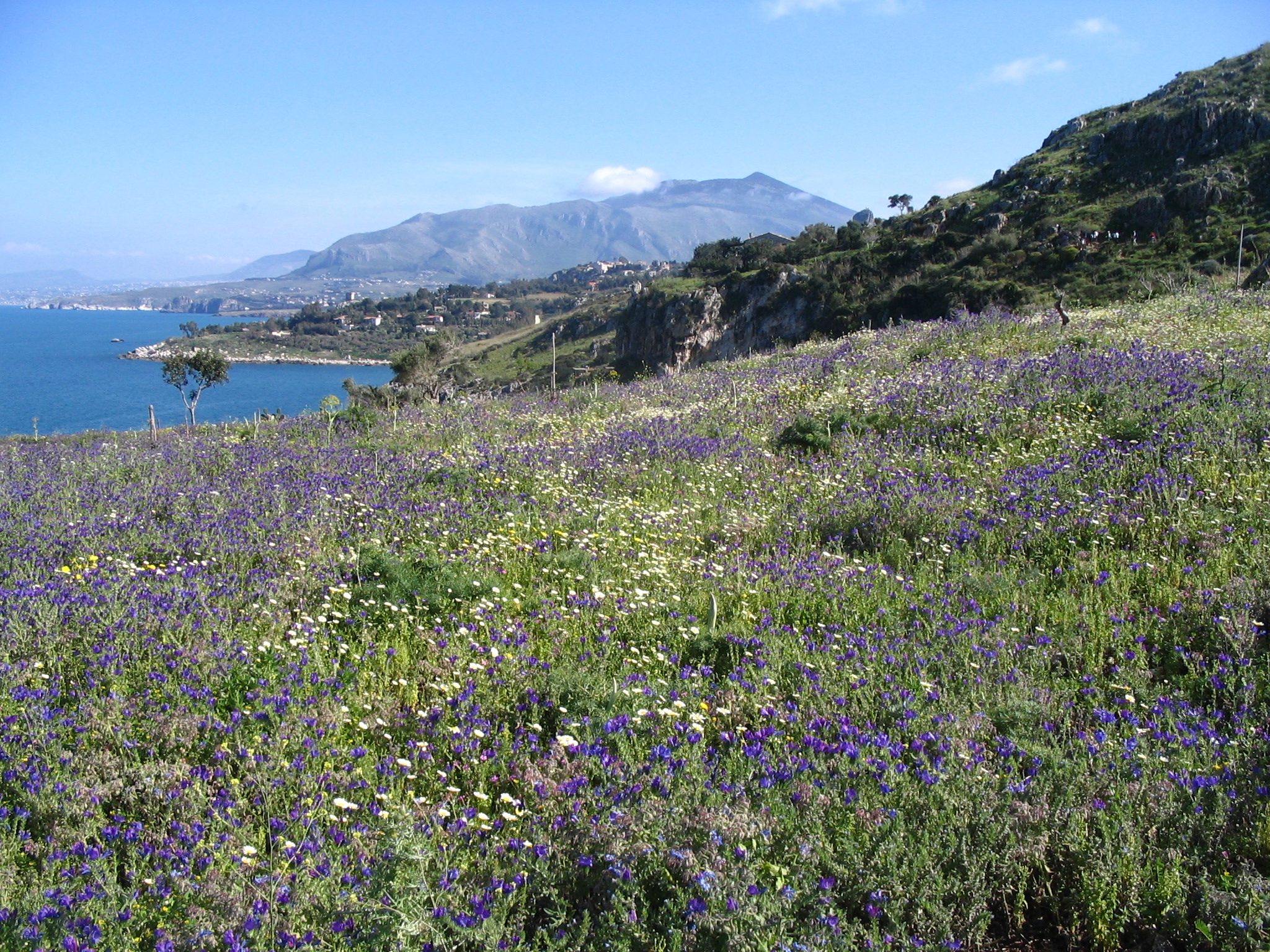
Réserve Naturelle de Zingaro : vue sur Castellammare do Golfo, prairie à Viperines pourpres au printemps

Le Belvédère de Castellammare del Golfo, à 1 km au nord-ouest  du centre-ville sur la SS187 (Viale Umberto I), offre un point du vue panoramique sur la bourgade et le golfe. On y trouve un petit oratoire avec l'effigie en bois polychrome du Cristo del Belvedere, inaugurée le 15 août 1977.
Les plages de sable fin du Golfe de Castellammare s'étendent sur plus de 10 kilomètres à l'ouest de la ville. La Réserve naturelle de Zingaro, 1 600 hectares, située sur sept kilomètres de côte au nord de Castellammare, est la première réserve naturelle créée en Sicile.

## Castellammare au cinéma
Une séquence du film policier Ocean's Twelve, réalisé par Steven Soderbergh, est tournée en 2004 à Castellammare del Golfo.

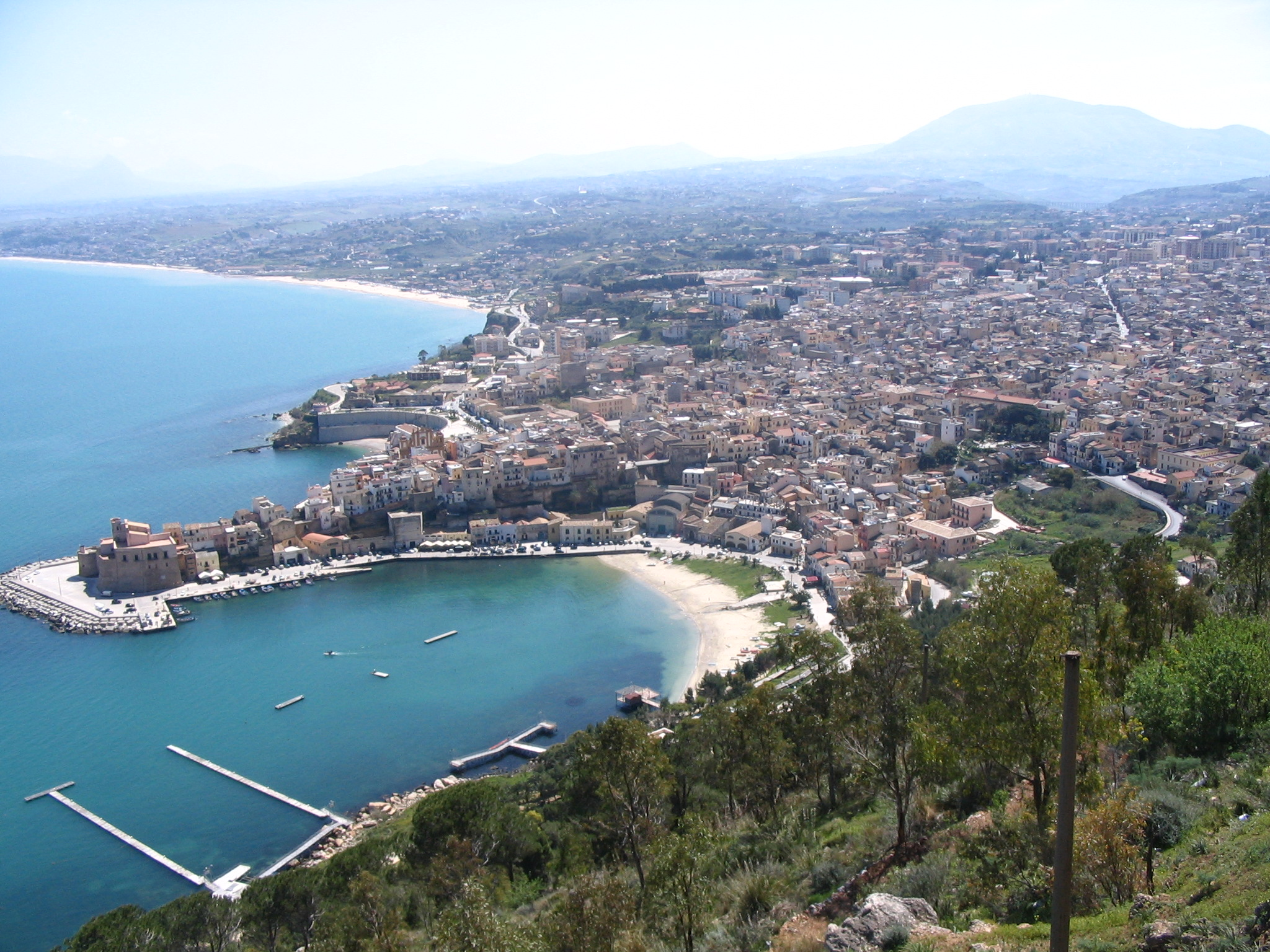
Panorama
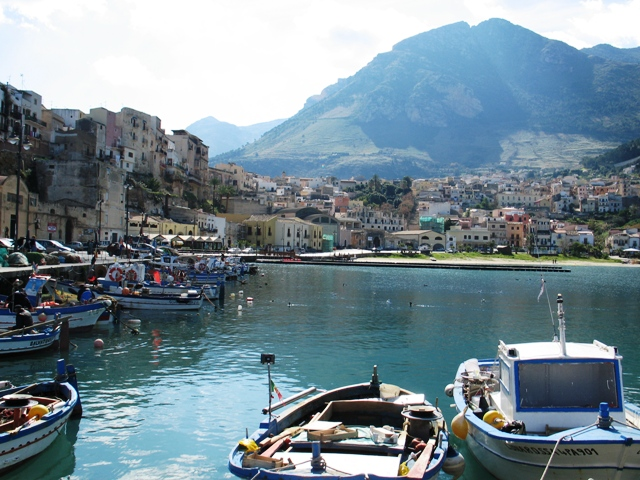
Le port
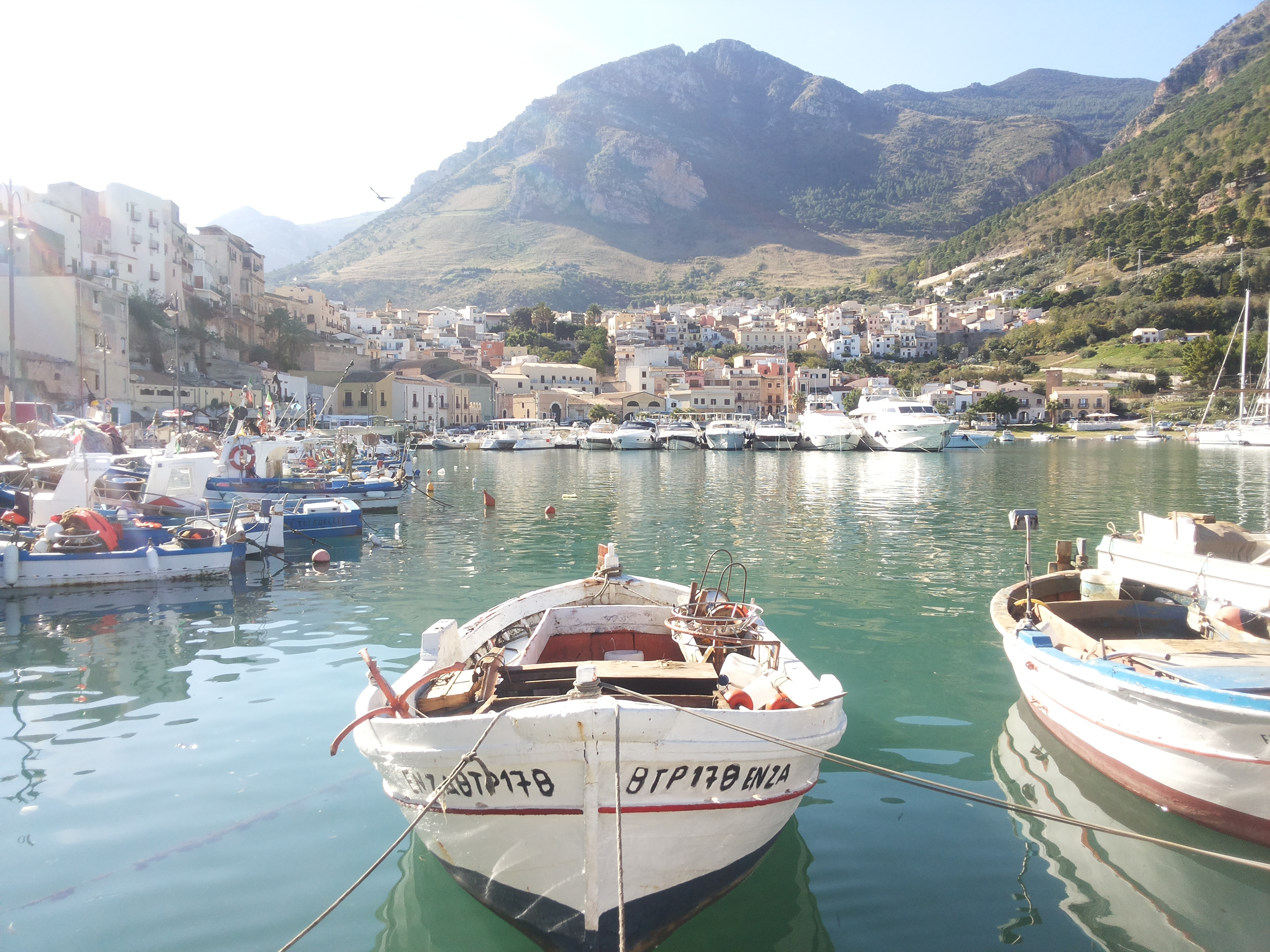
La Marina
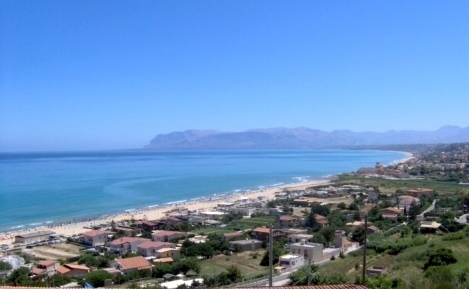
La plage de Castellammare
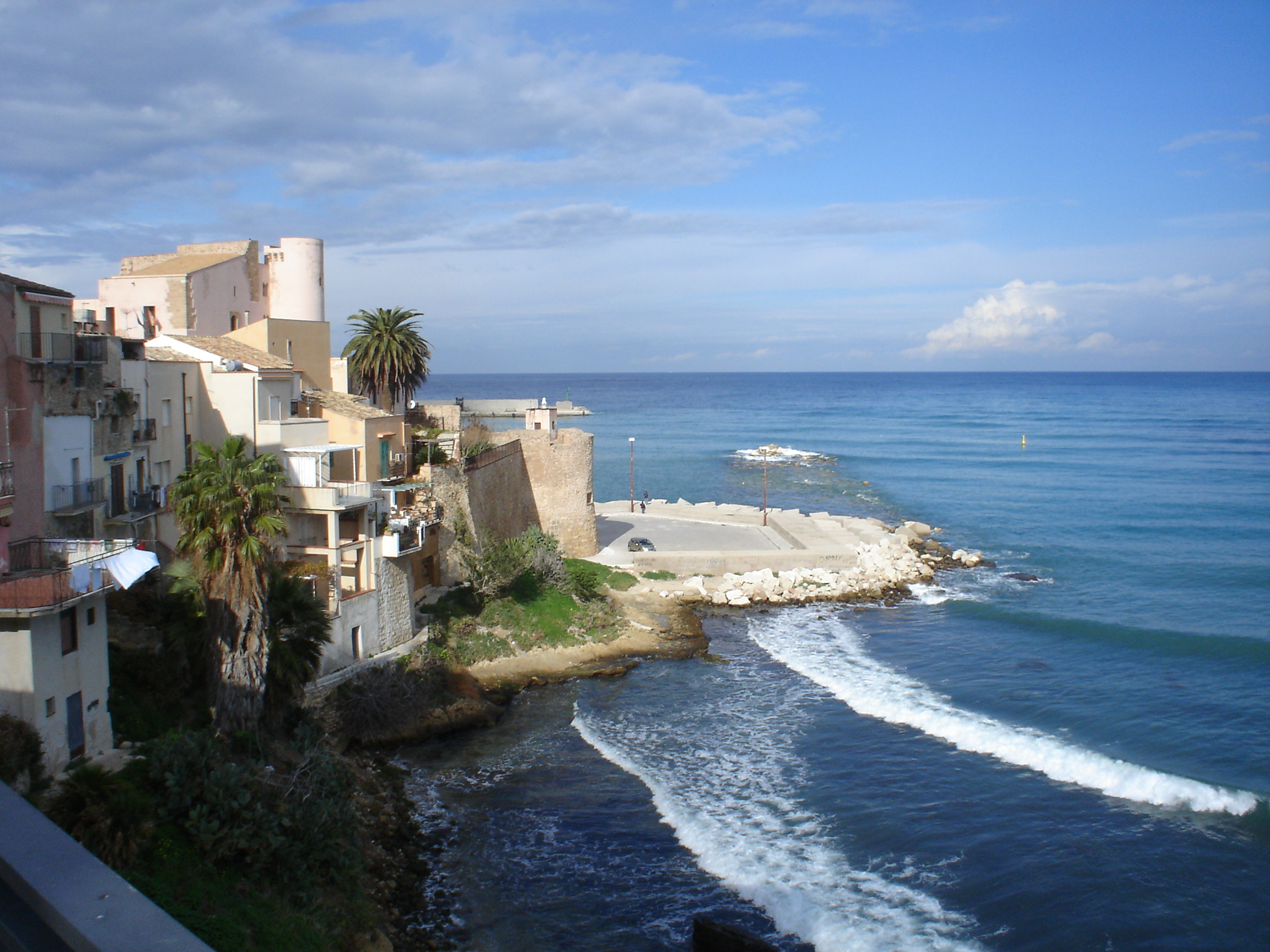
Lato Castello
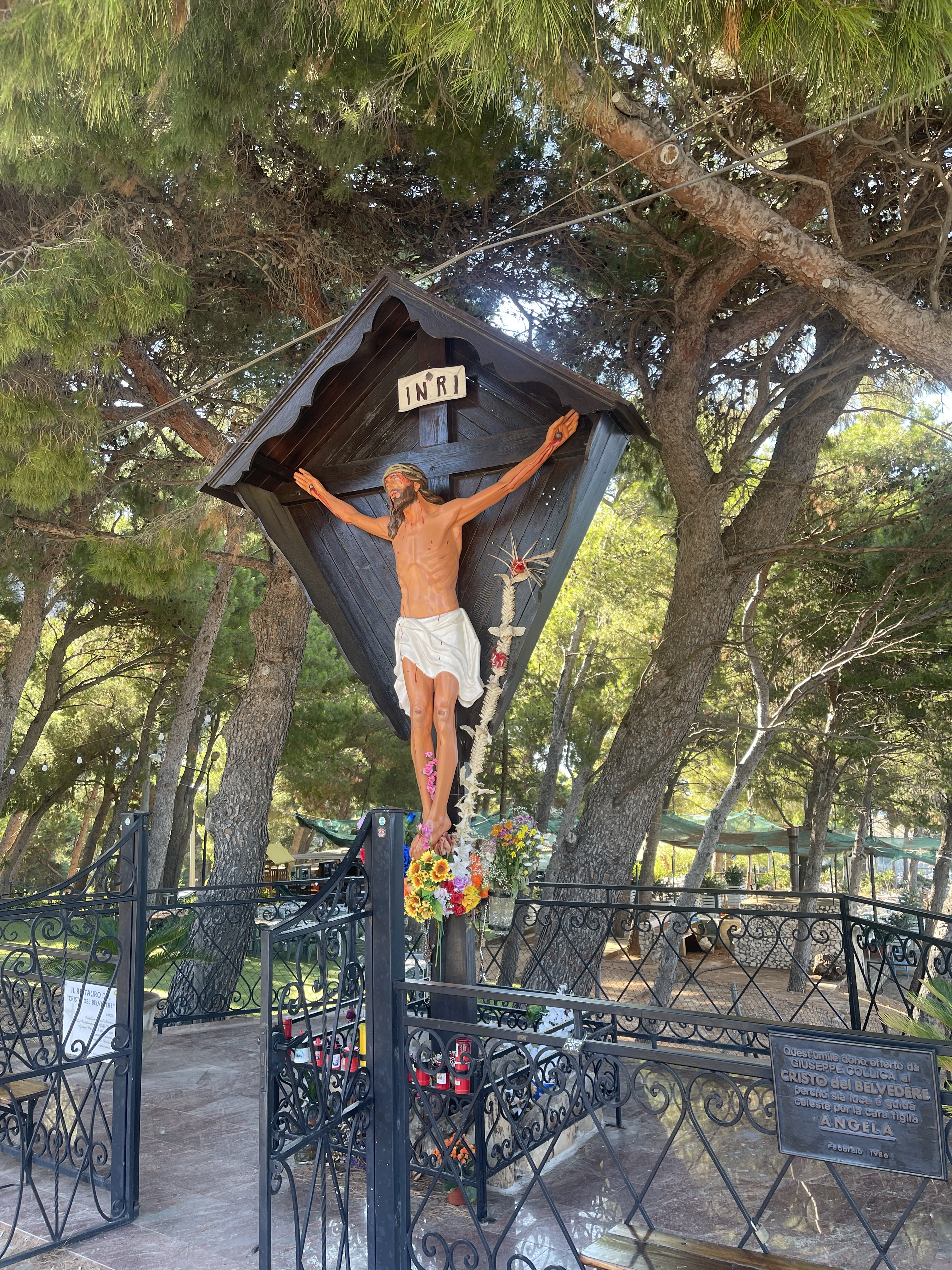
Panorama depuis le Belvédère de Castellammare del Golfo
- Le Cristo del Belvedere